# Stylisma patens
Stylisma patens là một loài thực vật có hoa trong họ Bìm bìm. Loài này được (Desr.) Myint miêu tả khoa học đầu tiên năm 1966.